# U-278
U-278 – niemiecki okręt podwodny (U-Boot) typu VII C z okresu II wojny światowej. Okręt wszedł do służby w 1943 roku. Jedynym dowódcą był Oblt. Joachim Franze.

## Historia
Wcielony do 8. Flotylli U-Bootów celem szkolenia załogi, od października 1943 roku kolejno w 7., 11. i 13. Flotylli jako jednostka bojowa.
U-278 był jednostką przystosowaną do działań w warunkach polarnych. Odbył siedem patroli bojowych głównie na Oceanie Arktycznym i Morzu Barentsa, podczas których zatopił jeden statek o pojemności 7177 BRT i niszczyciel typu V HMS „Hardy” (1810 t). 
3 maja 1944 roku artylerzystom z U-278 udało się odeprzeć atak trzech samolotów z lotniskowców eskortowych: HMS „Fencer” i „Activity”. W grudniu 1944 roku wraz z innymi U-Bootami (U-297, U-312, U-313, U-315, U-737, U-739 i U-1020) uczestniczył w próbie blokady brytyjskiej bazy morskiej w Scapa Flow; operacja zakończyła się klęską, stracono trzy okręty podwodne.
Poddany 9 maja 1945 roku w Narwiku (Norwegia). Przebazowany 19 maja 1945 roku do Loch Eriboll (Szkocja) a później do Lisahally (Irlandia Północna). Zatopiony 31 grudnia 1945 roku podczas operacji Deadlight ogniem artyleryjskim polskiego niszczyciela ORP „Błyskawica”.